# ヴェラー弦楽四重奏団
ヴェラー弦楽四重奏団（ヴェラーげんがくしじゅうそうだん、Weller Quartett）は、ウィーン・フィルハーモニー管弦楽団の第1ヴァイオリン奏者で後にコンサートマスターとなるワルター・ヴェラーが中心となり、同じくウィーン・フィルの未来の或いは現役の楽員であるヨーゼフ・コンドール（第2ヴァイオリン）、ヘルムート・ヴァイス（ヴィオラ）、ヴェルナー・レーゼル（チェロ）によって1959年に組織された弦楽四重奏団である。同年に開催されたミュンヘン国際室内楽コンクールで優勝した。後に、第2ヴァイオリンがアルフレート・シュタールに、チェロがルートヴィヒ・バインルに交代し、1964年からデッカに録音を開始した。1966年から1967年の間にはチェロがロベルト・シャイヴァインに交代し、1971年頃まで活動を続けた。ウィーンの弦楽四重奏団らしく、ハイドン、モーツァルト、ベートーヴェン、シューベルト、ブラームスにおいて、ウィーンの伝統を伝える、しなやかできめ細やかな、センスあふれる演奏を残している。活動期間は短く、1969年にヴェラーの指揮者転向により解散してしまったため、残された録音は少ないが、いまだにCDの再発売が繰り返されている。

## ウィーン・フィルの弦楽四重奏団
ウィーン・フィルを母体とするアンサンブルは、無数にあると言われる。その中でも、弦楽四重奏団では歴代のコンサートマスターが率いるロゼー弦楽四重奏団、シュナイダーハン弦楽四重奏団、バリリ弦楽四重奏団、そしてコンサートマスター以外の楽員によるウィーン・コンツェルトハウス弦楽四重奏団は、ウィーン・フィルの最高峰であるとともに、世界の弦楽四重奏団の最高峰とも言われた。いずれもウィーンの伝統である「ハウスムジーク（家庭音楽）」の親密さを根に持ち、ヴェラー弦楽四重奏団も、その伝統を引き継ぎつつも、みずみずしく古さを感じさせない演奏で、期待を集めた存在であった。
しかしこの伝統は、ヴェラー弦楽四重奏団を最後に終わってしまったと言われる。アルバン・ベルク弦楽四重奏団は、ウィーンを母体にしながらも現代音楽に積極的に取り組むなど、別の方向性を取り込んでいる（アルバン・ベルク弦楽四重奏団の第1ヴァイオリン奏者ギュンター・ピヒラーは大変な名手で、若い頃ウィーン・フィルのコンサートマスター(見習い)を務めているが、わずかの期間で退団している）。ゲルハルト・ヘッツェルやライナー・キュッヒルらウィーン・フィルのコンサートマスターの後任も、ヴェラーとはまた違った新しい方向性を取り込んでいる。さらに、アメリカのジュリアード弦楽四重奏団のように、高度に精密なアンサンブルを行い、現代音楽を得意とする団体の台頭により、「ウィーン・フィルのコンサートマスターが率いる団体は世界最高の団体のうちの1つ、少なくともウィーンでは最高峰である」という伝統は失われてしまったと言われる。

## ヴェラーの転身
主宰者ワルター・ヴェラ−は、1958年にわずか19歳でウィーン・フィルに入団し、翌1959年に弱冠20歳でミュンヘン国際音楽コンクールで優勝すると、このヴェラー弦楽四重奏団を結成している。なお、ウィーン・フィルに入団当初、ウィーン・コンツェルトハウス弦楽四重奏団で第2ヴァイオリンを弾くなど、室内楽の経験を積んでいる。ヴェラー弦楽四重奏団が名声を得始める時期は、ちょうどバリリ四重奏団がワルター・バリリの右肘の故障により解散する時期でもあり、世界の音楽ファンの期待を集めた。しかし1969年、30歳のときにヴェラーは指揮者に転身してしまう。これはウィーンの人間にとって、大変に評判の悪い事件であった。団員の中には「楽な音楽人生を送るために、練習しなくてもよい指揮者に転身した」と言うものもおり、この転身はウィーン音楽界の汚点であるとさえ言われる。指揮者は他に多くいるが、ヴェラーのような名手は滅多にいないからである（ウィーン・フィルの歴代コンサートマスターの中でも特に名手であったといわれる）。

## メンバー
- 第1ヴァイオリン
  - ヴァルター・ヴェラー（Walter Weller）
- 第2ヴァイオリン
  - ヨーゼフ・コンドール（Josef Kondor）（結成時）
  - アルフレート・シュタール（Alfred Staar）
- ヴィオラ
  - ヘルムート・ヴァイス（Helmut Weis）
- チェロ
  - ヴェルナー・レーゼル（Werner Resel）（結成時）
  - ルートヴィヒ・バインル（Ludwig Beinl）（1966年頃まで）
  - ロベルト・シャイヴァイン（Robert Scheiwein）（1967年頃から）